# Кладбище в Иври-сюр-Сен
Кладбище в Иври-сюр-Сен — некрополь в пригороде Парижа, находится в 5 км к юго-востоку от центра французской столицы.
Основан в 1861 на территории г. Иври-сюр-Сен. Площадь кладбища — 28 га. Всего на кладбище было проведено около 240 тысяч погребений. Ежегодно здесь проводится около 1000 погребений.
Является одним из важнейших мест захоронения участников французского Движения сопротивления, в том числе, членов боевой группы «Иммигрантская рабочая сила» (фр. Main-d'œuvre immigrée) Мисака Манушяна. Считается Пантеоном Французской коммунистической партии.

## История

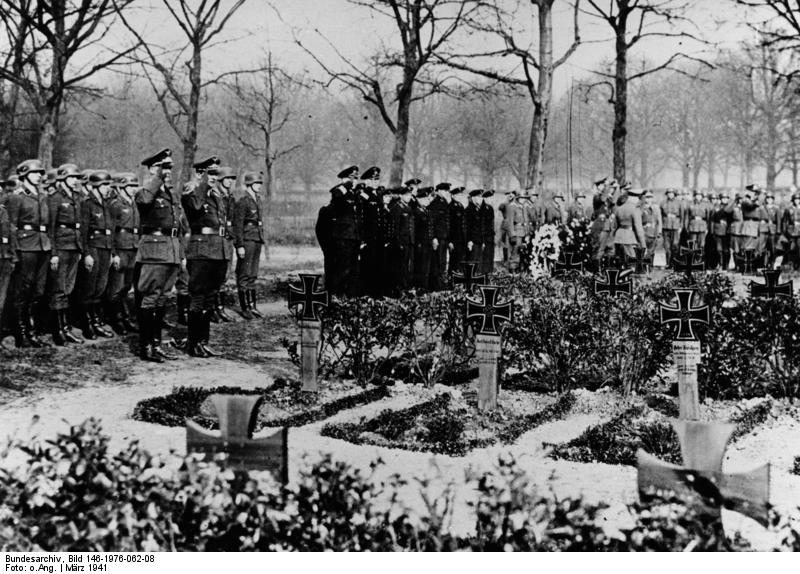
Торжества в честь павших в Первой мировой войне немецких солдат и офицеров, похороненных на кладбище в Иври-сюр-Сен. 1941 г.

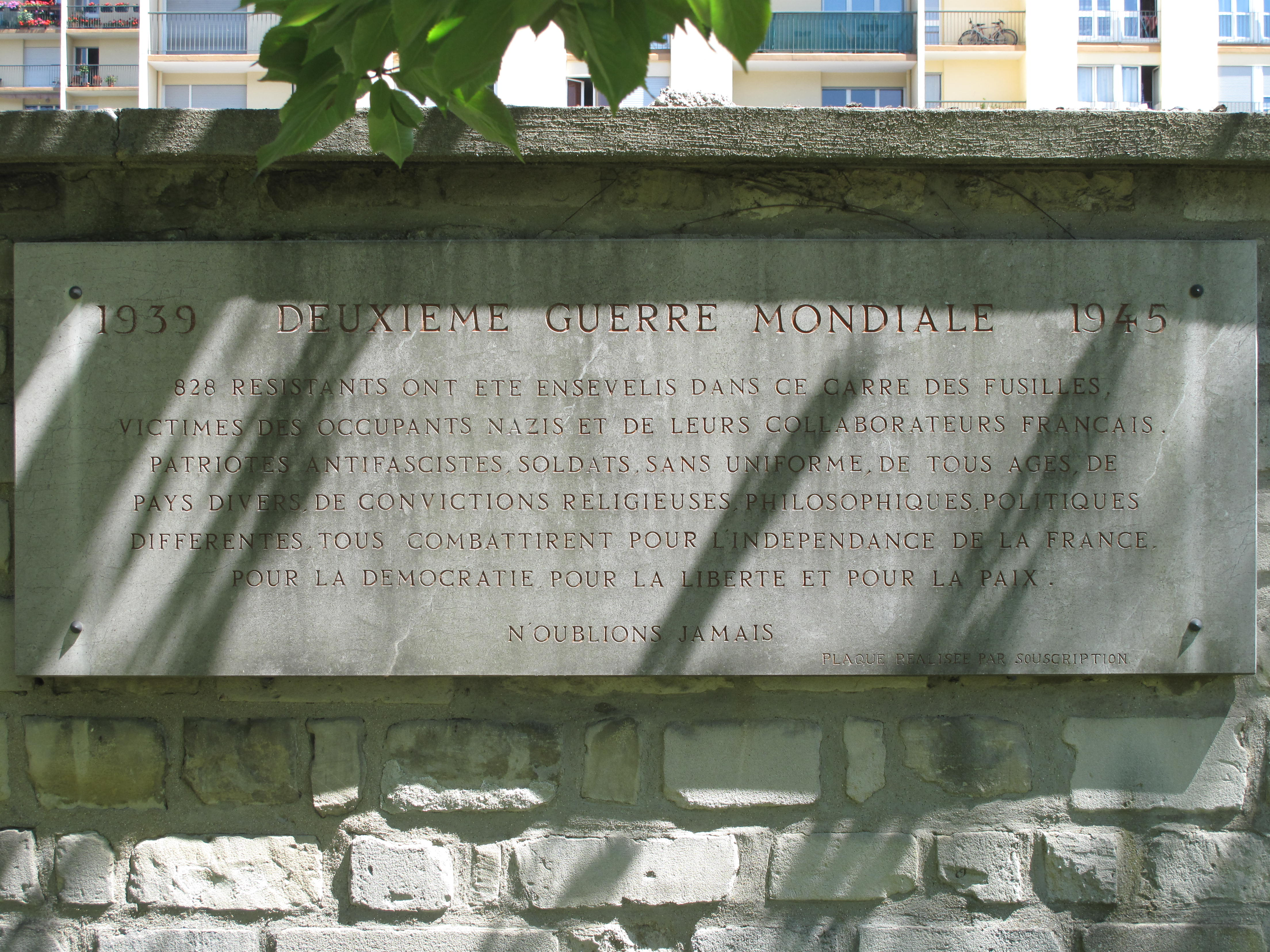
Мемориальная плита антифашистам, участникам французского Движения сопротивления

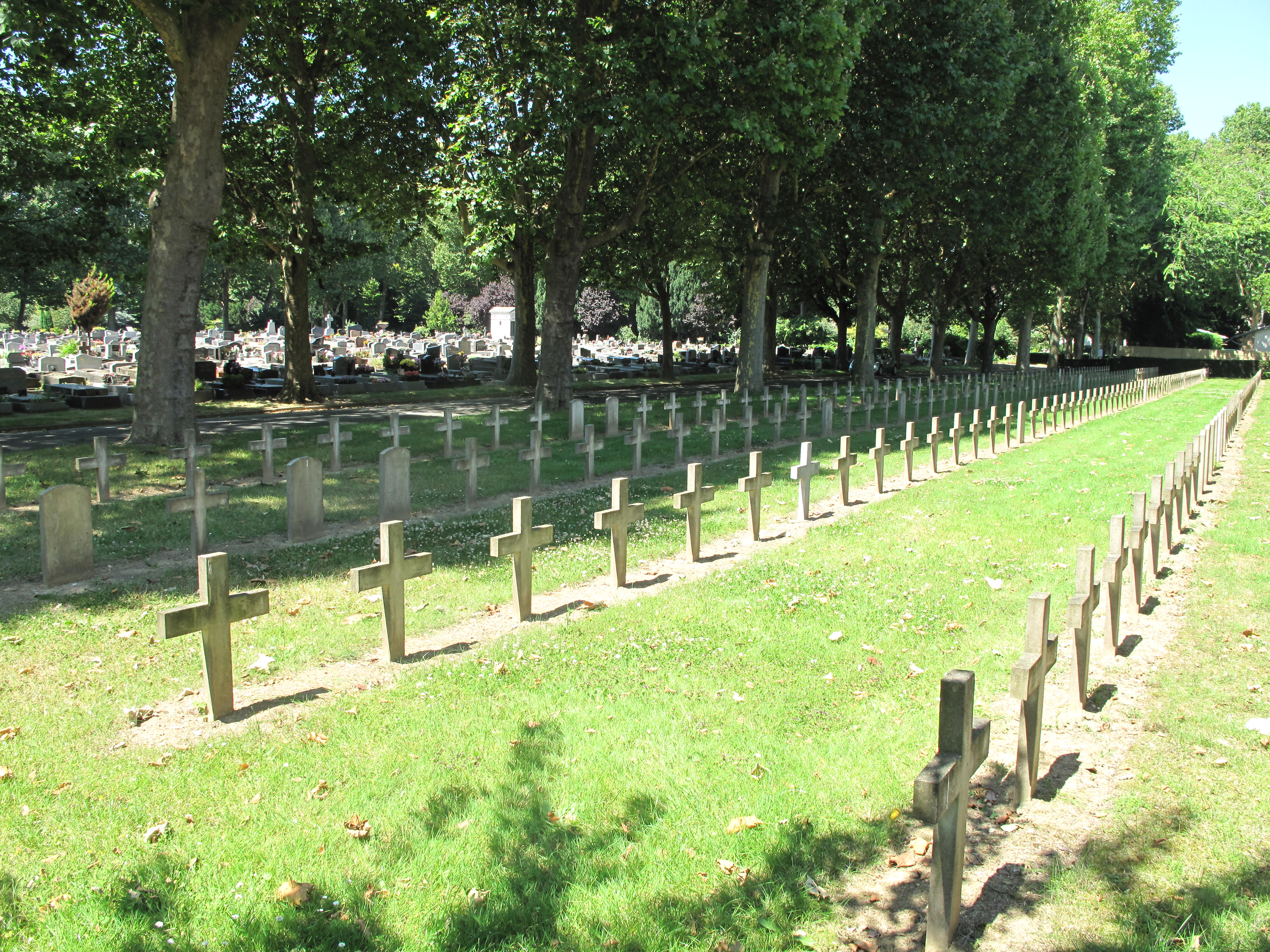
Военные захоронения

Старое кладбище в Иври-сюр-Сен возникло в 1861 г. В мае 1871 года было похоронено значительное количество жертв репрессий коммунаров в Версале.
В 1874 г. стали проводиться упорядоченные захоронения. Среди прочих парижских кладбищ отличается густым озеленением (около 1800, в основном, старых деревьев).
С начала XX века до момента отмены смертной казни во Франции кладбище в Иври-сюр-Сен служило местом погребения казнённых.
На участках 38, 39, 42 и 46 находятся погребения участников Первой и Второй мировых войн, умерших от ран и болезней в госпиталях Иври-сюр-Сен и окрестностей. Кроме французских солдат и офицеров, здесь покоятся также югославы, румыны, итальянцы и немцы.
Итальянцы (около 5 тыс. человек) похоронены в отдельной братской могиле.

## Известные персоналии, похороненные на кладбище в Иври-сюр-Сен
- Адамов, Артюр — французский прозаик и драматург.
- Арто, Антонен — французский писатель, поэт, драматург, актёр театра и кино, художник, киносценарист, режиссёр и теоретик театра, новатор театрального языка.
- Беллус, Жан — французский иллюстратор и карикатурист.
- Валигорский, Александр — польский генерал, повстанец 1831 г.
- Вильде, Борис Владимирович — русский поэт, лингвист и этнограф, участник французского Сопротивления.
- Джонни Гесс — французский певец и композитор.
- Гончарова, Наталья Сергеевна — русская художница-авангардистка.
- Горгулов, Павел Тимофеевич — русский эмигрант, писатель, поэт, убийца президента Французской республики Поля Думера (позже перезахоронен).
- Ларионов, Михаил Фёдорович — русский художник, один из основоположников русского авангарда.
- Элифас Леви — французский оккультист.
- Левицкий, Анатолий Николаевич — французский антрополог, русский эмигрант первой волны.
- Члены боевой группы Мисака Манушяна.
- Эврар, Жанна — французская скрипачка и дирижёр, считающаяся первой женщиной-дирижёром в истории.